# Wieltsee
Der Wieltsee ist ein circa 20 Hektar großer Baggersee in der Gemeinde Weyhe im Landkreis Diepholz. Der in den 1960er-Jahren im Zuge des Baus der Bundesautobahn 1 entstandene See liegt östlich des Weyher Ortsteils Dreye direkt südlich der Weser im Außendeichsgelände. Mit der Weser ist er seit den 1970er-Jahren bei Weser-km 355 über einen Durchstich verbunden.
Der See ist Heimat mehrerer Wassersportvereine, die hier ihre Bootsliegeplätze haben. Außerdem gibt es eine Marina. Darüber hinaus wird der See als Angelsee genutzt. Eigentümer des Sees ist die Gemeinde Weyhe, die das Gelände 2010 ersteigerte.
Der See ist vielfach von einem überwiegend schmalen Gehölzsaum umgeben.